# Gunung Batin Airport
Gunung Batin Airport är en flygplats i Indonesien.   Den ligger i provinsen Lampung, i den västra delen av landet, 250 km nordväst om huvudstaden Jakarta. Gunung Batin Airport ligger 32 meter över havet.
Terrängen runt Gunung Batin Airport är mycket platt. Runt Gunung Batin Airport är det ganska tätbefolkat, med 134 invånare per kvadratkilometer. Trakten runt Gunung Batin Airport består till största delen av jordbruksmark.